# Далеба

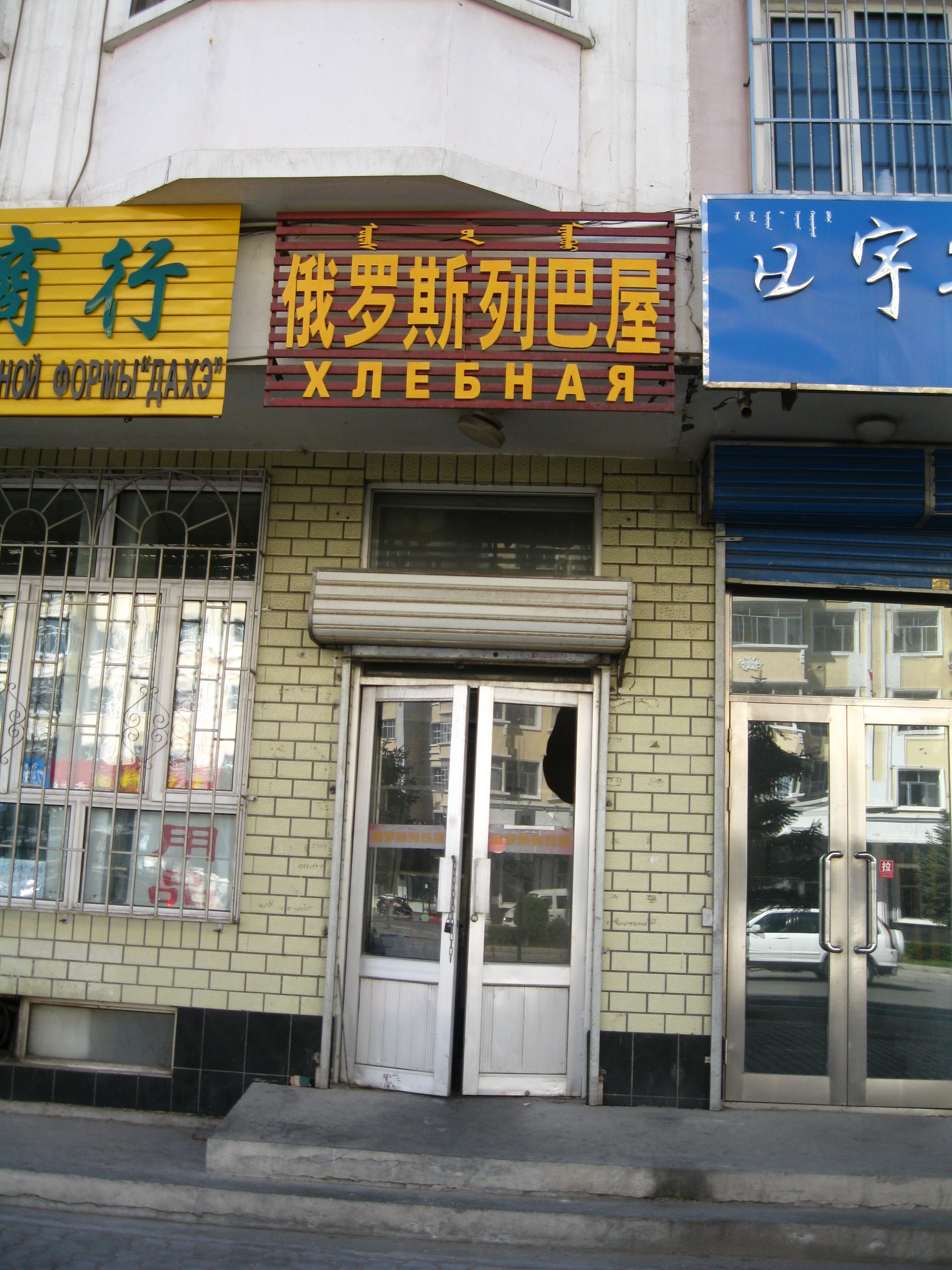
«Русская хлебная лавка» (俄罗斯列巴屋, Элосы леба у) в г. Маньчжурия

Дале́ба (кит. упр. 大列巴, пиньинь dàliěba) — разновидность пышного хлеба из дрожжевого теста, производимого в Китае и сделанного по русскому рецепту.

## Термин
Слово 大 (да) означает большой, а сочетание 列巴 (леба) является фонетической передачей русского слова хлеб. Таким образом, термином далеба обозначается большой хлеб с определенным русским колоритом в звучании слова.

## История
Хлеб далеба первоначально изготовлялся в Харбине, где была значительная русская диаспора и ощущалось влияние русской культуры и, в частности, кухни. В дальнейшем далеба стал производиться и китайскими пекарями в самом Харбине, а со временем и в других областях Китая, оставаясь при этом визитной карточкой харбинской кухни, наряду с «московским борщом» (кит. упр. 莫斯科红菜汤, пиньинь mòsīkēhóngcàitāng), копченой колбасой (кит. упр. 熏红肠, пиньинь xùnhóngcháng), квашеными и маринованными продуктами. Также термином далеба в Китае обозначается вообще любой русский хлеб.